# Колективні ігри мая

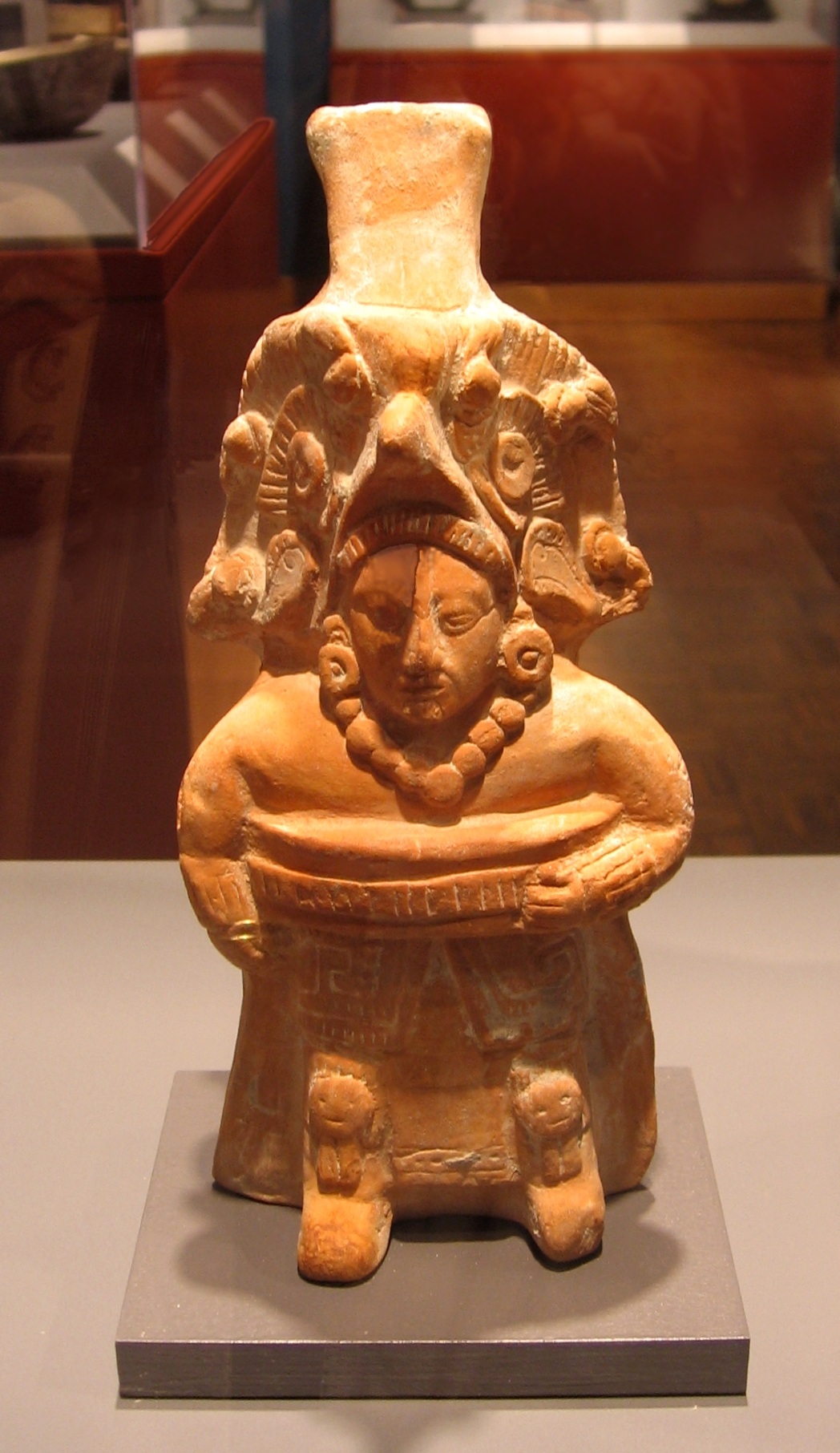
Гравець у м'яч, острів Хайна

Колективні ігри мая — ритуально-спортивні та спортивні змагання у народів цивілізації мая. Про більшість з них є уривчасті відомості. Найбільше знань натепер зібрано про маянський варіант гри у м'яч — пот-та-пок (pot-ta-pok).

## Гра у м'яч
Мая грали в м'яч протягом всієї своєї історії, починаючи, щонайменше, з середнього докласичного періоду (бл. 3000 років тому) і аж до іспанського завоювання. За це час традиції не залишалися незмінними. Так, якщо в класичний період цивілізації мая (III—X ст.) гра процвітала на території низовин, то до XVI ст. вона збереглася, головним чином, в південній гірській області, в царствах кіче і какчикелей. Хоча сцени гри в м'яч рясно представлені на парадній розписного кераміці класичного періоду, в ієрогліфічних текстах як сама гра, так і пов'язана з нею міфологія описуються вкрай скупо. Тому ключовим джерелом, котрі проливають світло на глибокий релігійний символізм ігри, в даний час залишається епос мая-кіче Пополь-Вух, записаний вже після конкісти за допомогою латинського алфавіту.

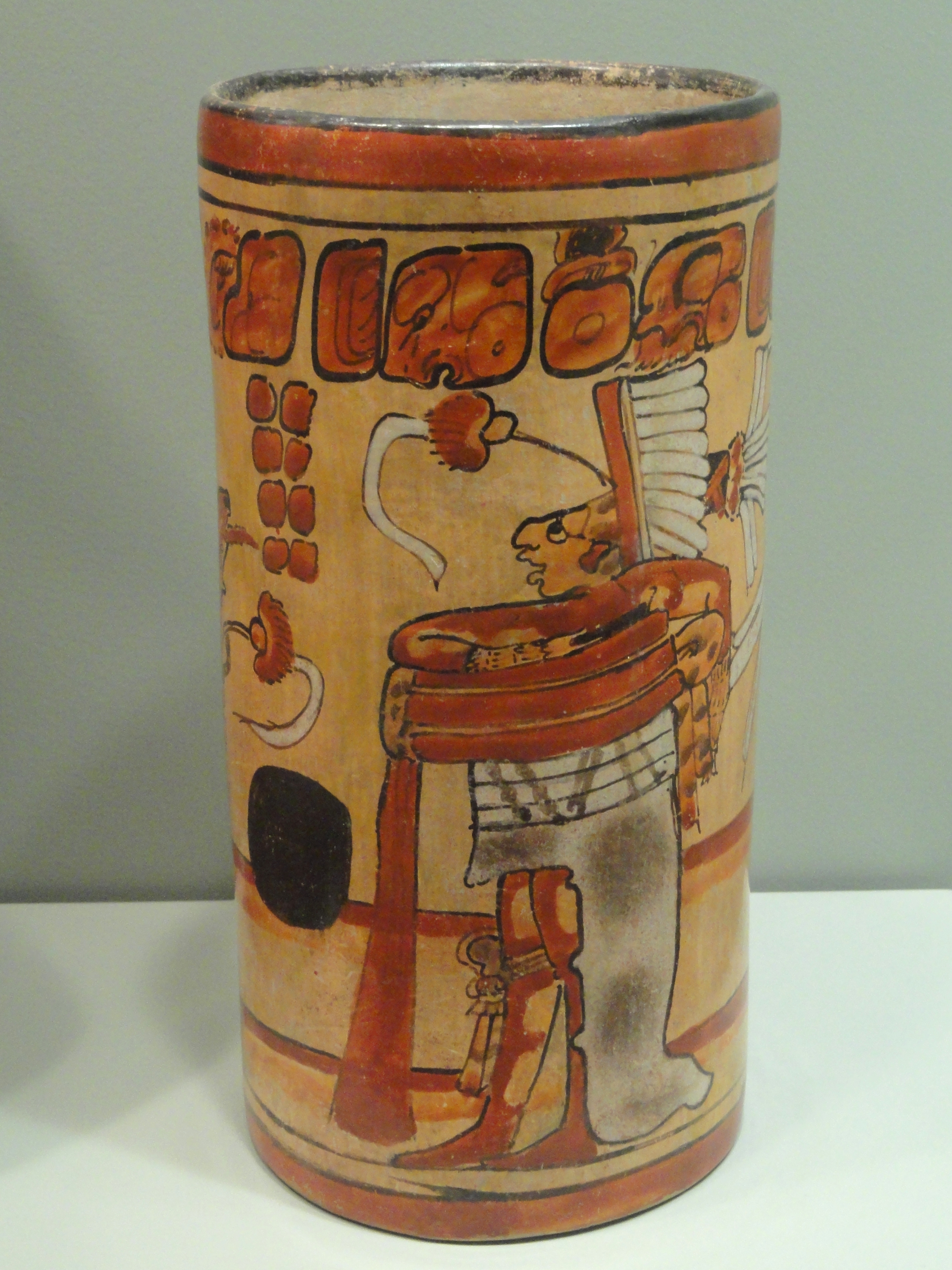
Гра у м'яч. Розпис на кераміці. Класичний період
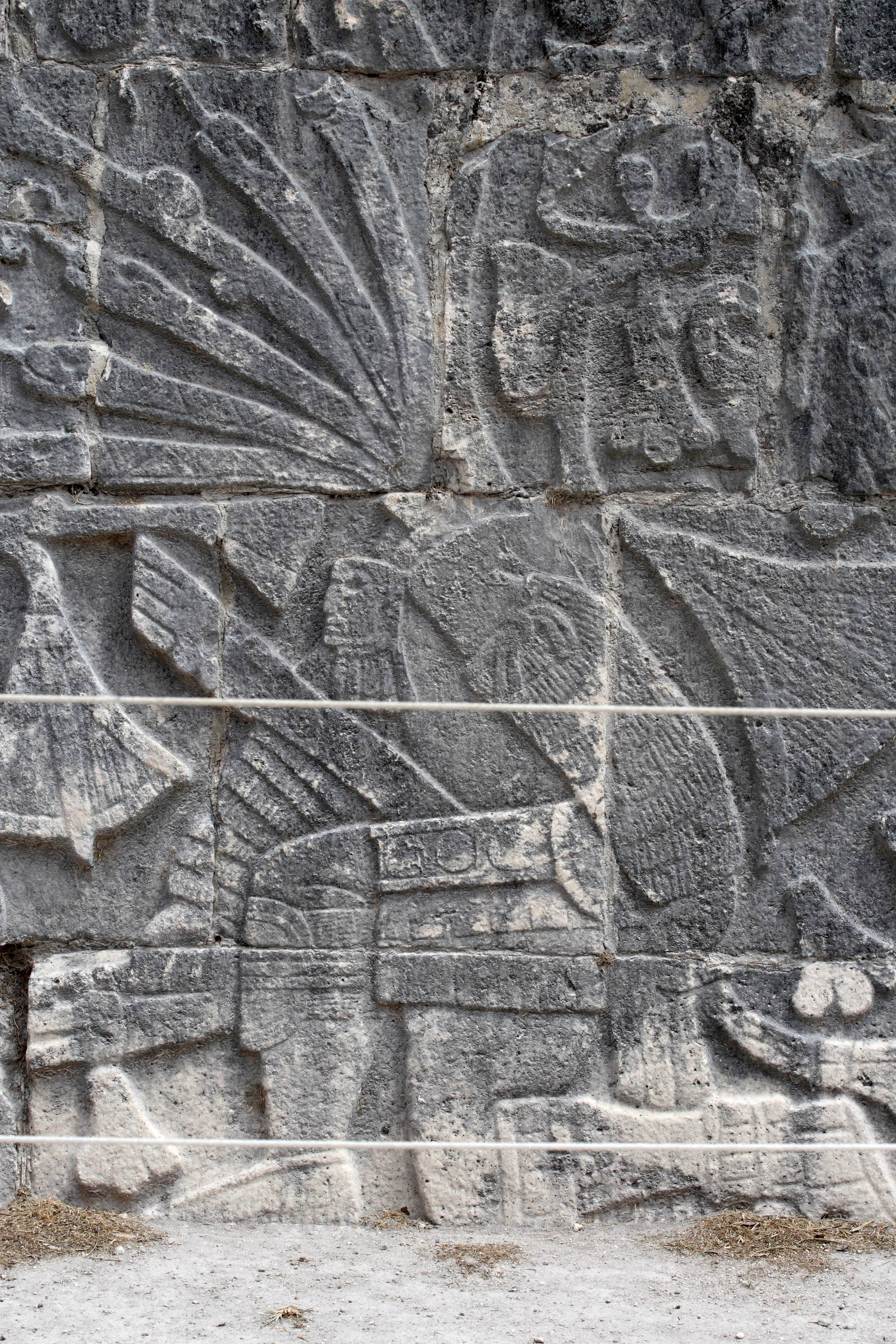
Рельєф: жертвопринесення після гри. Чичен-Іца.
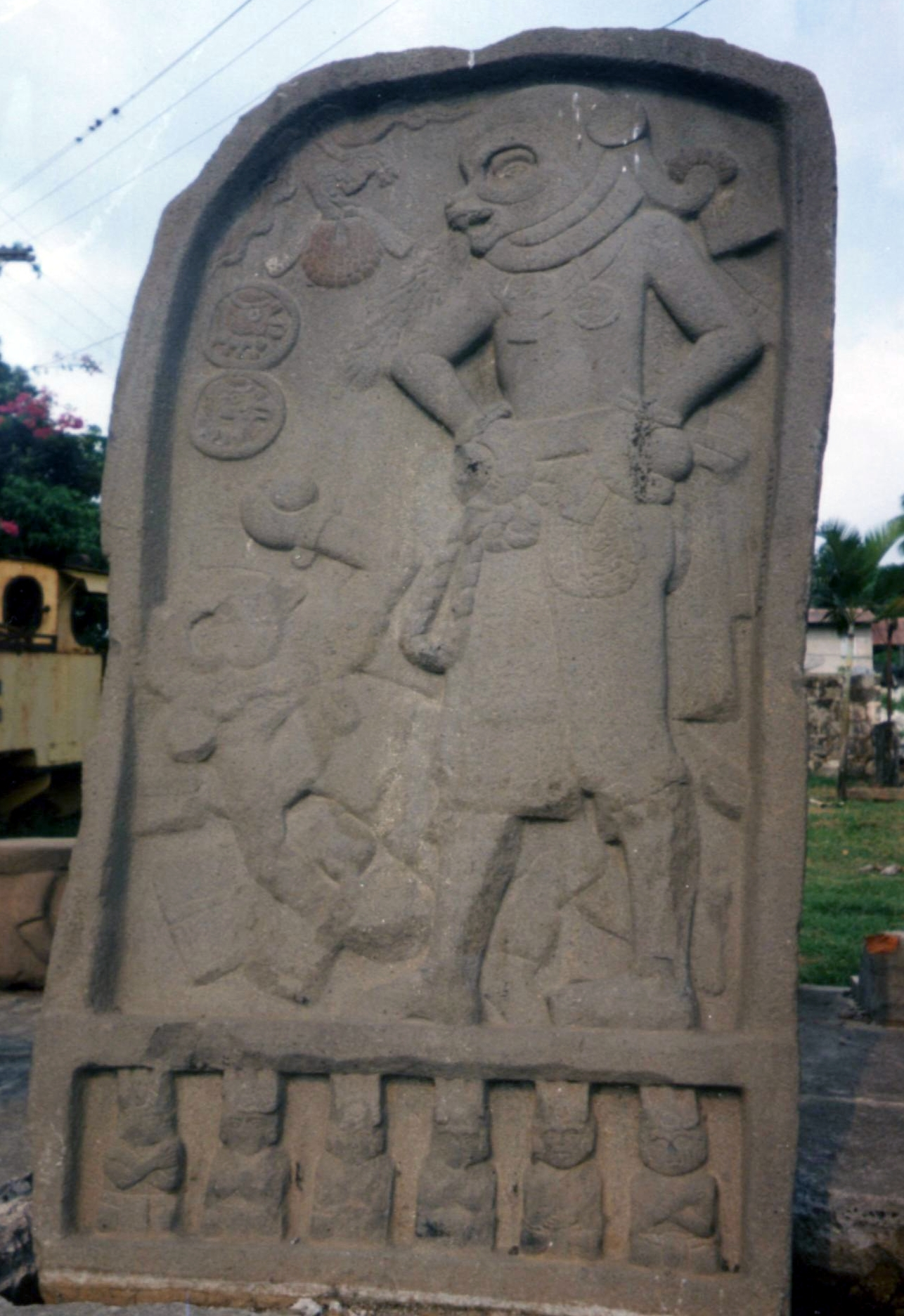
Стела: гра у м'яч

### Значення
Вона мала дуже велике ритуальне значення, пов'язувалася з темами смерті і воскресіння. Саме в Пополь-Вух відбувається боротьба людей з богами та демонами підземного царства Шибальби, в результаті чого правителі пекла переможені, а загиблі родичі братів-героїв воскресли й повернулися з підземелля. Як кара, мешканцям заборонялося грати в м'яч, замість цього вони повинні були проводити час за виготовленням глиняних горщиків і сковорідок, і каменів для перемолу кукурудзи. Таким чином, в Пополь-Вух гра в м'яч представлена як змагання між силами життя і смерті, пов'язана із сезонним циклом природи, що вмирає і воскресає.
У класичний період гра також сприймалася як битва, про це свідчить вже той примітний факт, що стадіони в Яшчилані, Тоніні і Копані в давнину називалися «Майданчиками трьох перемог» в пам'ять про обезголовлення трьох богів підземного світу, яке нібито стався на такому самому майданчику в далекому минулому.
У класичний період царі мая часто включали епітет «гравець в м'яч» у свої титули, отже, участь у священній грі було одним способів легітимації їхньої влади. Відомі випадки, коли будівництвом нових стадіонів царі відзначали свої військові успіхи.

### Жертвоприношення
В багатьох міфах та легендах мая відображено зв'язок гри в м'яч з війною і людськими жертвопринесеннями. Зображеннями зв'язаних бранців прикрашені маркери на стадіоні в Тоніні. На рельєфі «Великого стадіону» в Чичен-Іце представлена сцена обезголовлювання гравця. Низкою дослідників висловлювалося припущення, що початок чи закінчення гри супроводжувалося жертвопринесенням захоплених на війні ворогів. Разом з тим, немає свідчень того, що мая приносили в жертву переможених учасників «матчу».

### Особливості
Мая класичного періоду були відомі відразу кілька різновидів гри м'яч. Одна — це стандартна і набула широкого поширення по всій Месоамерике командна гра цільним каучуковим м'ячем на спеціальному майданчику, що нагадує за формою латинську букву I. Інша ж версія спортивного змагання відбувалася не на звичайній майданчику, а напроти сходів або ступінчастої платформи.
У пізній класичний період в містах мая на вертикальних стінах стадіонів з'являються кам'яні кільця, через які потрібно було прокинути м'яча, хоча це було доволі складно з огляду на те, що діаметр кільця був трохи більше за діаметр м'яча. Якщо м'яч вдарився об протилежну стіну, то команда отримувала очки, при потрапляні до кільця команда, забила його, перемагала. Оскільки в кільце було потрапити зовсім непросто, зазвичай грали до досягнення командою певної кількості очок. Згодом застосування кілець у мая запозичили тольтеки і ацтеки.

### Стадіони
Свої власні стадіони були в столицях більшості великих і низці середніх царств. Археологи виявили руїни таких споруд в Тікалі, Калакмулі, Яшчилані, П'єдрас-Неграсі, Тоніні, Копані та багатьох інших городищах. Деякі стадіони функціонували і неодноразово перебудовувалися протягом багатьох століть. Так, в поселенні Пакбітун (Беліз) стадіон з'явився ще в пізній докласичний період і проіснував близько 1000 років. Будівництво стадіону в Копані належить до першої чверті V століття. Він тричі перебудовувався і використовувався до повного занепаду міста першій половині IX століття. У багатьох великих містах одночасно існувало відразу кілька майданчиків для гри в м'яч: П'єдрас-Неграсі в пізній класичний період відомі два стадіони, Тікалі — 3.
Найвідомішим є стадіон в Чичен-Іці, що отримав назву «Великий стадіон». Він є найбільшим в Месоамериці. Довжина його I-подібного ігрового майданчика становить 138 м, а ширина 40 м. Висота вертикальних стін, в які були вмонтовані кам'яні кільця, сягала 8 м. Грати на майданчику такого розміру практично неможливо, тому висловлювалося припущення, що «Великий стадіон» створювався виключно як модель світу і не використовувався для спортивних поєдинків, тим більше що в одній тільки Чичен-Іці відомо, щонайменше, ще дванадцять звичайних майданчиків.

## Ритуальна боротьба
Була популярним видом спорту у мая. Втім внаслідок відсутності значної кількості інформації натепер не достатньо вивчена. За дослідженнями 1970-х років виявлено, що схожі змагання існували в ольмеків у II ст. до н. е., в яких запозичено народами мая.
Традиція проведення ритуальних поєдинків, присвячених до початку сезону дощів, добре відома в інших регіонах Месоамерики і навіть збереглася до наших днів. Сучасні дослідники вважають її однією з форм церемонії викликання дощу, в якій наносяться бійцями один одному удари, що уподібнюються грому, а пролита кров — дощовим краплям. Фігурки чоловіків, що борються, одягнених у захисні маски, рукавички, нагрудники та стегнові пов'язки, знайдені в поселені стародавніх мая Лубаантун (Беліз). Крім того, поєдинки представлені на декількох розписаних вазах класичного періоду.
На одній з них зображені дві групи бійців, що зійшлися в запеклій сутичці. Вони завдають супротивникам удари невеликими округлими предметами, схожими на мушлі, при цьому один учасник вже повалений на землю і, можливо, убитий. На алебастровій чаші K7749 відображено поєдинок між двома чоловіками, одягненими лише в стегнові пов'язки. Вони озброєні довгими і гострими кістками, якими намагаються поранити суперника, а з боку за боєм уважно стежать ще двоє чоловіків у вишуканих костюмах.

## Інші змагання
Є окремі відомості стосовно змагань серед мая у бігу на різні дистанції, плавню, греблі на каное, гонки на великих човнах на честь бога дощу Чака. Натепер процес дослідження їх триває.